# کارلوس ولا
کارلوس آلبرتو ولا گاریدو (اسپانیایی: Carlos Alberto Vela Garrido‎؛ زادهٔ ۱ مارس ۱۹۸۹) بازیکن فوتبال اهل مکزیک است. و در لس آنجلس اف سی در پست مهاجم بازی می‌کند.
او سابقه بازی در جام جهانی ۲۰۱۰، جام کنفدراسیون‌ها ۲۰۱۷ و جام جهانی ۲۰۱۸ را به‌ همراه تیم ملی فوتبال مکزیک را در کارنامهٔ خود دارد.
از باشگاه وی می‌توان به باشگاه فوتبال آرسنال، اوساسونا، رئال سوسیداد و لس آنجلس اشاره کرد.
اخیرا شایعاتی درباره پیوستن وی به پرسپولیس مطرح شده است.